# Blancs a l'Amèrica Llatina
Els blancs d'Amèrica Llatina són la població d'origen europeu que habiten al continent i ascendeixen a un 36%. La majoria dels blancs llatinoamericans són descendents de colonitzadors espanyols i portuguesos, així com immigrants que van arribar després. Un gran nombre descendeixen d'immigrants italians, alemanys, francesos, polonesos, ucraïnesos, suïssos, holandesos, escandinaus, iugoslaus i altres europeus.

## Poblacions
| Pais                 | % local | Població (Milions) |
| -------------------- | ------- | ------------------ |
| Uruguai              | 88      | 3.1                |
| Argentina            | 52-84   | 38.3               |
| Costa Rica           | 82      | 4                  |
| Puerto Rico          | 75.8    | 2.6                |
| Xile                 | 52.7    | 8.2                |
| Brasil               | 47.7    | 100.5              |
| Veneçuela            | 42.2    | 11.4               |
| Cuba                 | 37      | 4.1                |
| Paraguai             | 20      | 1.7                |
| Colòmbia             | 37      | 20.5               |
| Guatemala            | 18.5    | 2.6                |
| Nicaragua            | 17      | 1                  |
| República Dominicana | 16      | 1.3                |
| Mèxic                | 9, 15   | 10.1, 16.8         |
| Perú                 | 15      | 1.2                |
| El Salvador          | 12      | 0.752              |
| Panamà               | 10      | 0.346              |
| Equador              | 7       | 1.7-5.5            |
| Bolívia              | 6       | 0.631              |
| Hondures             | 1       | 0.085              |

## Amèrica Central

### Costa Rica
Costa Rica és l'únic país d'Amèrica Central on els blancs són la majoria, la major part de la població resideixen a la vall central, que aquesta conformat principalment per descendents d'europeus, mestissos i castissos (mestís de pell blanca).
La major part de la població és d'origen espanyol (en la seva majoria català, asturià, gallec, etc.), encara que un gran nombre de persones són descendents d'italians, francesos, noruecs, alemanys, polonesos, portuguesos, irlandesos, libanesos, i fins i tot ressents immigrants argentins, uruguaians i colombians blancs s'han incorporat a la població costarricense.

### El Salvador
El 86% de la població salvadorenca és mestissa i castissa, la població blanca només d'ascendència europea representa el 12%.
Durant l'època colonial, El Salvador rep fluxos migratoris provinents principalment d'Espanya, Particularment de Galícia i Astúries, després de l'època colonial, el país va rebre onades migratòries provinents d'Itàlia, Espanya, França i Europa central.

### Guatemala
Guatemala és el país amb major nombre de descendents d'europeus a Amèrica Central (aproximadament 2 milions). En els censos és difícil determinar qui són blancs, ja que el govern col·loca els mestissos i blancs en una mateixa categoria ("ladins" o "no indígenes") que s'aproximen a 60%.
Encara que la majoria dels blancs guatemalencs siguin descendents d'espanyols, hi ha nombrosos descendents d'alemanys, italians, francesos, anglesos, entre d'altres.

### Mèxic
Al voltant del 15% dels mexicans són d'ascendència europea mentre que el 70% és mestís.
Els departaments del nord (Sonora, Baixa Califòrnia, Nou Lleó, Tamaulipas, etc) són de majoria criolla, persones que van mantenir la seva homogeneïtat espanyola des de la epoca colonial.

### Nicaragua
Nicaragua va comptar amb bastant immigració espanyola i alemanya, i en menor mesura italiana, francesa, suïssa, austríaca i russa entre mitjans del segle xix i principis del segle xx, que se'ls atorgaren grans terres agricolas del pais. L'enciclopèdia de Amèrica Central diu que un 15% dels nicaragüencs on blancs, altres estudis diuen d'un 17%, encara que en censos del segle passat era de fins a un 25%. Els departaments del nord (Esteli, Jinotega i Matagalpa) predomina la població d'origen europeu particularment d'italians i alemanys, en àmplies zones de Granada, Managua, Nova Segòvia i Leon hi ha molts blancs d'origen espanol que són en la seva majoria de classe alta o mitjana alta.

## Amèrica del Sud

### Colòmbia
La presència europea a Colòmbia va començar a 1510 amb la colonització espanyola de San Sebastián de Urabá. En 1526 altres colons van fundar Santa Marta, la ciutat més antiga fundada pels espanyols a Colòmbia que encara es conserva. Colòmbia va ser un dels focus inicials d'assentament basc; entre 1540 i 1559, un 8,9% de la població resident a Colòmbia era d'origen basc. Alguns historiadors suggereixen que el caràcter d'aquest poble va influir molt en l'activitat comercial de la regió d'Antioquia.
A partir de la independència, arriben onades d'immigracions italianes, franceses, alemanyes, britàniques, belgues, irlandeses i portugueses. La immigració des de l'Orient Mitjà va començar cap a 1880, i va continuar fins al decenni de 1920. Eren principalment cristians maronites de la regió anomenada Gran Síria (actuals Síria i Líban) i de Palestina, escapant de la dominació otomana.

### Brasil
Brasil és un país divers racialment, és l'únic d'Americà Llatina que experiment l'arribada d'immigrants de tots els països d'Europa, començant des de la colonització portuguesa ja havien nombrosos immigrants d'altres països particularment d'Holanda, França i Espanya que es disputaven alguns terrenys. Per al segle XIX la major immigració va ser la italiana aconseguint gairebé 2 milions.

### Peru
Al voltant del 5% 1 milions de la població peruana és d'origen europeu en la seva majoria espanyols juntament amb altres d'alemanys i britànics. La majoria dels blancs viuen a les ciutats més grans, concentrats generalment en les ciutats costaneres del nord de Trujillo, Chiclayo, Piura i la capital (Lima).

### Xile
Xile en l'època colonial es va formar com una nació mestissa i els blancs no superaven el 5%, però les grans immigracions europees al llarg del segle xix i fins a mitjan segle xx, el país canvi dràsticament en forma ètnica. El grup ètnic més gran a Xile va arribar d'Espanya i de les regions basques al sud de França. Les estimacions del nombre de descendents de bascos a Xile S'estima entre (10%) 1.700.000 i (27%) 4.700.000 persones. Els descendents d'alemanys que van arribar el 1848, s'estimen de 500.000 xilens o gairebé 3%. Més de 700.000 xilens tenen origen britànic (Anglaterra, Escòcia i Gal·les), és a dir, el 4,5% de la població de Xile. A més s'estima que al voltant de 800.000 persones o el 5% de la població xilena té ascendència francesa completa. Altres 700.000 d'origen italià. Els xilens d'origen grec s'estimen entre 90.000-120.000. Els descendents de suïssos sumen 100.000.

### Uruguai
Uruguai va rebre entre mitjans del segle XIX i principis del segle XX part del mateix flux immigratori rebut per Argentina. Entre 1850 i 1900 el país va rebre unes quatre onades d'immigrants europeus, principalment espanyols, italians i francesos. En quantitats menors també van arribar britànics, alemanys, suïssos, russos, portuguesos, polonesos, holandesos, belgues, croats, armenis, grecs, escandinaus i irlandesos. L'impacte migratori a Uruguai va ser molt gran que a les principals ciutats com Montevideo la major part eren immigrants.

### Argentina
Els blancs argentins se poden trobar en gairebé totes les regions del país, però es concentren especialment a la regió centre-oriental (pampas), la regió centre-oest (Cuyo), la regió sud (Patagònia) i la regió nord-oriental (litoral). La regió en què la seva influència demogràfica i cultural és considerablement menor és al Nord-oest, on predominen els mestissos i amerindis. La immigració boliviana, peruana i paraguaiana de les últimes dècades també ha causat que la proporció de població blanca s'hagi reduït considerablement en algunes zones del Gran Buenos Aires.
Percentualment, Argentina té la major comunitat blanca d'Amèrica Llatina, gairebé tota la seva població (97% segons el CIA World Factbook) és d'origen europeu i mestís. Argentina va tenir la major immigració italiana del món (prop de 5 milions van emigrar entre 1840 i 1940), al voltant del 52% o 21 milions d'argentins té un ancestre italià.
Ha, però en menor mesura, milions de descendents d'immigrants espanyols (colonials i post-colonials), àrabs, alemanys, francesos, ucraïnesos, polonesos, suïssos, irlandesos, britànics, islandesos, eslovacs, txecs, nòrdics, russos, albanesos, belgues i austríacs. D'altres són descendents de nord-americans, canadencs, blancs sud-africans (bòers), australians i neozelandesos.
| Europeu | Amerindi | Africa | Àrabs | Asiàtic | Estudi | Any  | Font                                      |
| ------- | -------- | ------ | ----- | ------- | --- | ---- | ----------------------------------------- |
| 81,5 %  | 18,6 %   | —      | —     | —       | (Quiroga et al, 1985): Frecuencia de grupos sanguíneos y disminución de Rh negativo en población argentina | 1985 | Universidad de Buenos Aires               |
| 78,0 %  | 19,4 %   | 2,4 %  | —     | —       | (Seldin et al, 2006): Argentine population genetic structure: Large variance in Amerindian contribution    | 2006 | American Journal of Physical Anthropology |
| 60,1 %  | 30,8 %   | 9,0 %  | —     | —       | (Oliveira, 2008): O impacto das migrações na constituição genética de populações latino-americanas         | 2008 | Universidad de Brasilia                   |
| 65,0 %  | 31,0 %   | 4,0 %  | —     | —       | (Avena et al, 2012): Heterogeneity in Genetic Admixture across Different Regions of Argentina              | 2012 | Plos One Genetics                         |
| 67,3 %  | 27,7 %   | 3,6 %  | —     | 1,4 %   | (Homburguer et al, 2015): Genomic Insights into the Ancestry and Demographic History of South America      | 2015 | Plos One Genetics                         |
| 52,0 %  | 27,0 %   | 9,0 %  | 9,0 % | —       | Reference Populations – Geno 2.0 Next Generation                                                           | 2016 | National Geographic Society               |